# Daniel Wittwer

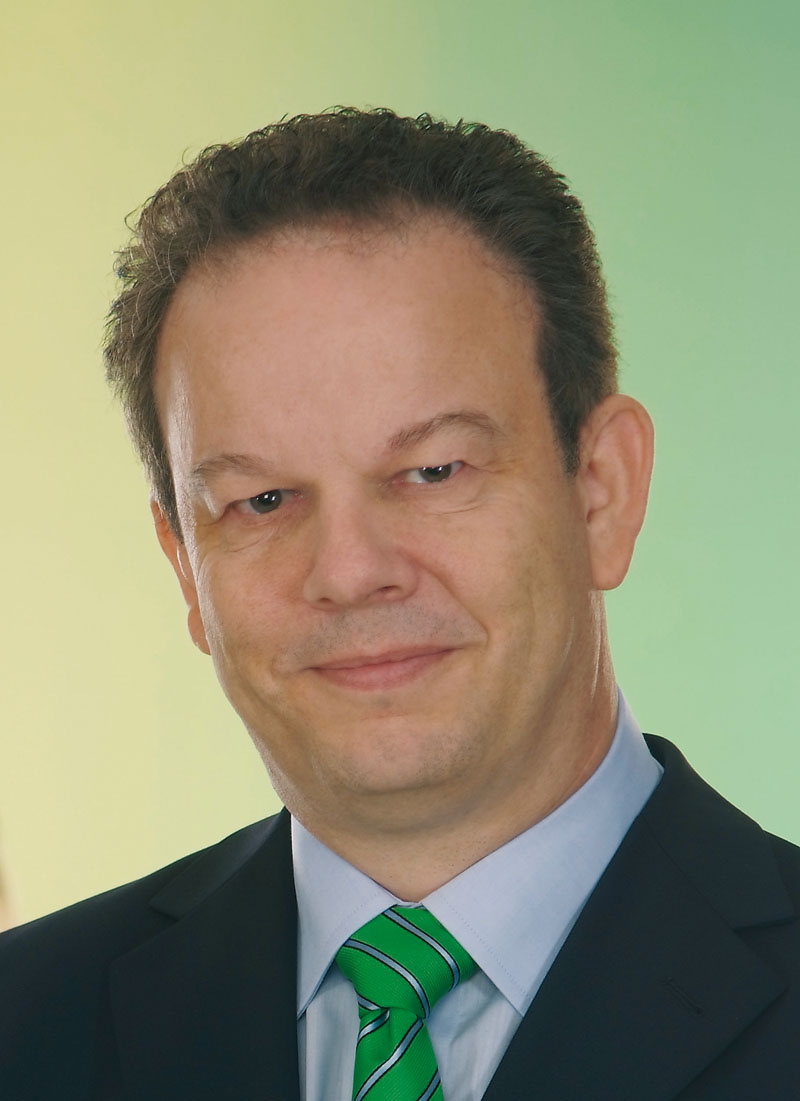
Daniel Wittwer

Daniel Wittwer (* 16. April 1959) ist ein Schweizer Politiker (EDU).

## Biografie
Wittwer ist seit 1984 in der Finanzbranche (Versicherungs- und Bankwesen) tätig und seit dem Jahr 1998 selbstständiger Berater. Er ist dipl. Financial Consultant NDS FH und eidg. dipl. Versicherungsfachmann.
Von 1999 bis 2002 war Wittwer Präsident der EDU-Bezirkspartei Bischofszell. Von 2000 bis 2016 war er Mitglied des Grossrates im Kanton Thurgau. In den Jahren 2002 bis 2004 war er in der Geschäftsleitung der EDU Schweiz, von 2004 ist er Präsident der EDU Thurgau. Bei den Ständeratswahlen 2003 landete Wittwer mit 8900 Stimmen auf Platz 4. Im Jahr 2005 beteiligte er sich an einer Kampagne gegen den geplanten Neubau eines Verwaltungsgebäudes, das letztlich in einer Volksabstimmung verhindert wurde. 2008 kandidierte er für den Thurgauer Regierungsrat und erreichte, mit rund 7400 Stimmen weniger als Regierungsrat Claudius Graf-Schelling, den sechsten Platz.
Daniel Wittwer ist verheiratet und Vater von fünf Kindern. Er wohnte von 1984 bis 2015 in Sitterdorf.